# 李文龍
李 文龍（り ぶんりゅう、1892年〈光緒18年〉5月26日 – 没年不明）は、中華民国・満洲国の軍人。北京政府では奉天派と目され、後に満洲国で軍事の要職に就いた。

## 事績
奉天（陸軍）講武堂を卒業し、1912年（民国元年）に陸軍第27師で排長となる。翌1913年5月12日、陸軍騎兵少校の位を授与され、1919年（民国8年）7月27日には暫編奉天陸軍第一師歩兵第一旅第一団第一営営長に任命された。1921年（民国10年）、陸軍第十六師歩兵第六十三団団長に昇進している。
満洲事変前後に吉林鉄道守備司令官・金壁東の指示を受け、李文龍は省内各地で募兵に従事している。1931年（民国20年）11月、吉林鉄道守備隊第2隊上校隊長に任命され、長春等に駐留した。満洲国建国後の1933年（大同2年）5月、歩兵第10旅第13団上校団長に任命される。1934年（康徳元年）8月、第4管区第4教導隊長としてハルビンに駐屯し、翌月には陸軍少将に昇進した。
1935年（康徳2年）8月、李文龍は第4軍管区少将参謀長となる。1937年（康徳4年）8月、李は治安部参謀司附に異動し、併せて駐日本満洲国大使館附武官として来日した。1941年（康徳8年）3月3日、李は帰国して陸軍中将に昇進し、尹祚乾の後任として江上軍司令官に任命されている。翌1942年（康徳9年）9月、第6軍管区中将司令官として牡丹江に駐屯した。1944年（康徳11年）4月、第4軍管区中将司令官に横滑りし、ハルビンに戻っている。
満洲国崩壊後の1945年8月22日に、李文龍はソ連軍に身柄を拘束された。いったんソ連領内（ハバロフスクの可能性が高い）へ連行・収監された後、1950年頃に中国側へ引き渡され、撫順戦犯管理所で収監されたと考えられている。1964年12月12日に公布された（第5回）中華人民共和国主席特赦令により、李文龍は釈放された。
その後の李文龍の動向は不詳となっている。